# كارينا هوف
كارينا هوف (بالإنجليزية: Karina Huff)‏ هي ممثلة بريطانية، ولدت في 1961 في لندن في المملكة المتحدة، وتوفي بنفس المكان في 18 أبريل 2016 بسبب سرطان الثدي.

## وصلات خارجية
- كارينا هوف على موقع IMDb (الإنجليزية)
- كارينا هوف على موقع روتن توميتوز (الإنجليزية)
- كارينا هوف على موقع ميوزك برينز (الإنجليزية)
- كارينا هوف على موقع أول موفي (الإنجليزية)
- كارينا هوف على موقع ديسكوغز (الإنجليزية)
- كارينا هوف على موقع قاعدة بيانات الفيلم (الإنجليزية)
- كارينا هوف على موقع كينوبويسك (الروسية)